# RedOctane
RedOctane est une entreprise américaine de développement et d'édition de jeux vidéo qui est surtout connue pour la publication de la série Guitar Hero qui a débuté en novembre 2005. En 2006, la société est rachetée par Activision et devient l'une de ses filiales. En février 2010, Activision décide de fermer la division RedOctane.

## Historique
RedOctane a été fondée en 1999 par Kai Huang et Charles Huang. La société débute en tant que premier service de location en ligne de jeu vidéo. En 2000, RedOctane se lance dans les accessoires des jeux vidéo, en commençant avec le tapis de danse RedOctane ou RedOctane dance mat. Ils deviennent ensuite plus connus avec les Ignition dance pads et d'autres accessoires de jeux vidéo tels que les joysticks de salle de jeux, les batteries et les guitares pour les jeux de musique déjà existants.
Après avoir réalisé que les ventes d'accessoires étaient liés à l'agenda des sorties des jeux, RedOctane se lance dans l'édition originale de jeux vidéo en juin 2005. Leur premier produit est une version du jeu de danse In the Groove fonctionnant sur PlayStation 2. Développé par Roxor Games, ce jeu existait déjà dans les salles d'arcade.
RedOctane s'associe ensuite avec la société de développement Harmonix Music Systems pour sortir le jeu Guitar Hero en novembre 2005 pour PlayStation 2. Le jeu de musique devient extrêmement populaire, avec plus de 30 morceaux jouables accrédités avec une manette de jeu conçue comme une guitare. Le jeu est bien reçu par les critiques et par les fans, engendrant un succès en 2006 pour les consoles PlayStation 2 et Xbox 360.
En mai 2006, le distributeur de jeu vidéo Activision annonce son objectif d'acquérir RedOctane, qui se réalise le 6 juin de la même année pour un montant de 99.9 millions de dollars.
Après le rachat d'Activision et la séparation avec Harmonix Music Systems, qui continue de développer des jeux compétitifs tels que Rock Band, RedOctane utilise  une autre filiale du groupe, Neversoft, pour gérer le projet de Guitar Hero III: Legends of Rock, qui sort en novembre 2007. La société Neversoft est également connue pour avoir développé le jeu de skateboard Tony Hawk's Pro Skater.
En 26 mois depuis sa première livraison, la série Guitar Hero a généré plus d'un millard de dollars.
En octobre 2008, RedOctane sort son quatrième volet avec Guitar Hero: World Tour.
Le 11 février 2010, Activision annonce la fermeture de sa filiale RedOctane.

## Ludographie[7]

### Année 2005
- In the Groove - PlayStation 2

### Année 2006
- In the Groove - PC
- Guitar Hero - PlayStation 2
- Guitar Hero II - PlayStation 2

### Année 2007
- Guitar Hero & Guitar Hero II Dual Pack - PlayStation 2
- Guitar Hero: Rocks the 80s - PlayStation 2
- Guitar Hero II - Xbox 360
- Guitar Hero III: Legends of Rock - PlayStation 2, PlayStation 3, Wii, Xbox 360

### Année 2008
- Guitar Hero: On Tour - Nintendo DS

### Sources
- (en) Cet article est partiellement ou en totalité issu de l’article de Wikipédia en anglais intitulé « RedOctane » (voir la liste des auteurs).